# Lêmure-negro
Eulemur macaco é uma espécie  de lêmure (lémure) pertencente à família Lemuridae. É conhecido como Lêmure-negro ou lémure-negro.
Eles vivem na ilha de Madagascar principalmente no norte, e tem relações simpátricas com algumas outras espécies.
O termo lêmure vem dos lemuresda mitologia romana que eram almas dos mortos e faziam ruídos semelhantes aos dos lêmures atuais. O nome específico, macaco, deriva do fato de este ser um primata prossímio.
Como a maioria dos prossímios, os lêmures-negros usam o olfato como um método primário de comunicação, por isso usam muitas glândulas para soltar substâncias odoríferas que atrairão ou mostrarão para outros lêmures que esse local tem dono.
Esse lêmures são de socialização até considerável, vivendo em grupos de até 15 indivíduos. Quem domina são as fêmeas, que é comum nos lêmures porém não é comum entre os primatas. Por ser dessa forma sociável, eles estão espalhados por boa parte dos zoológicos no mundo.
São considerados Vulneráveis pela IUCN, por apresentar uma extensão em início de declínio junto com a população, mas esse fator não traz muita preocupação, pois estes lêmures estão se adaptando bem a vida em cativeiro.

## História e evolução
Os primatas parecidos com os atuais lêmures (lemuroides, lemuriformes), surgiram no início do Eoceno e viveram até o final do Mioceno (23,7 – 5,3 Ma).

Os prossímios são uma antiga subordem de primatas caracterizada por focinhos e caudas longas, além de, nas espécies mais primitivas, por uma tendência à disposição lateral dos olhos muito similar a dos atuais lêmures, que anteriormente dominaram as florestas do norte da América, da Ásia e da Europa durante o Eoceno (57,8 - 36,6 Ma). 

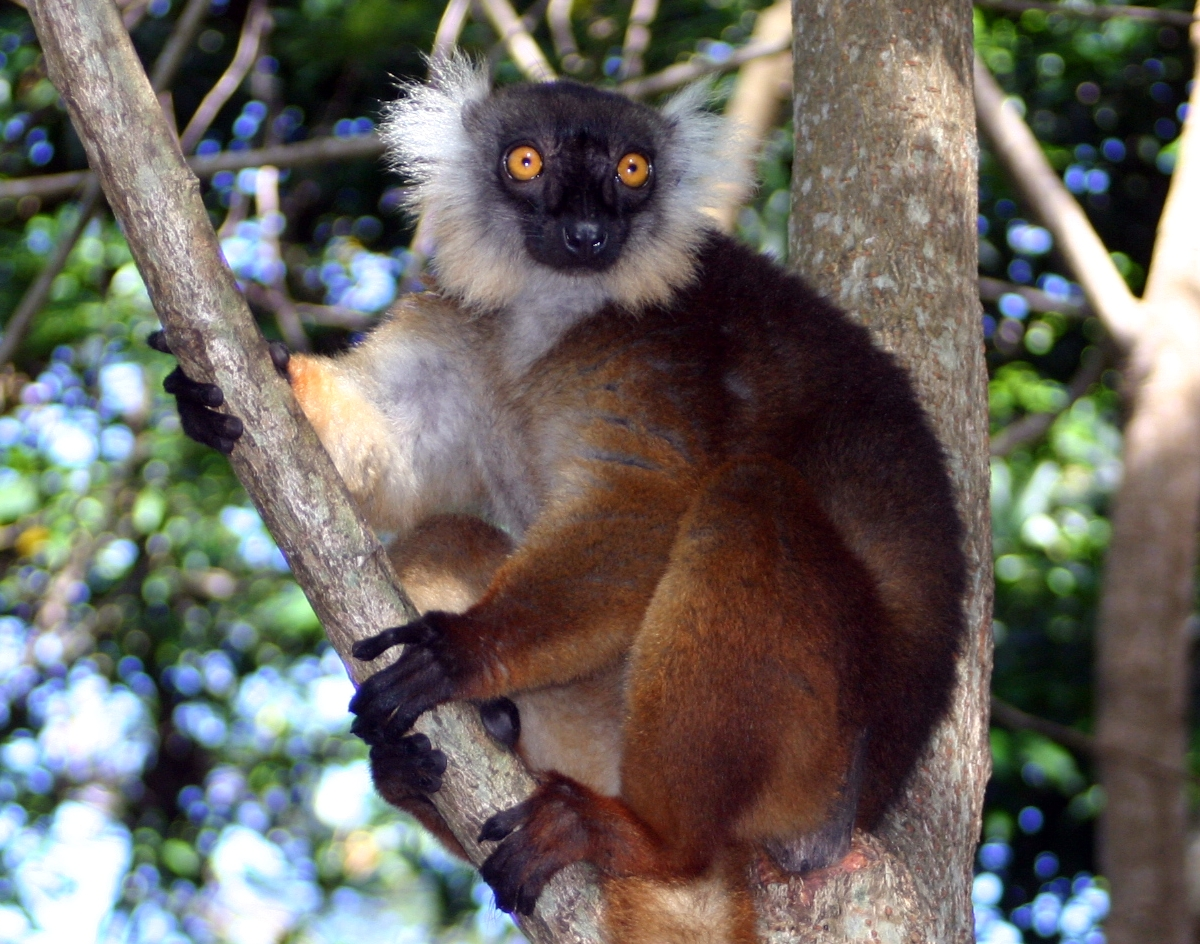
A fêmea do lêmure-negro de fato não tem cor negra

Seu domínio, sendo comuns e bem espalhados, em um relativamente homogêneo conjunto de espécies deu-se no início da era Cenozoica, mas sua decadência foi veloz, terminando há aproximadamente 30 milhões de anos, no Oligoceno (36,6 – 23,7 Ma), quando novas espécies evoiluíram, gerando a atual diversidade de primatas, o aparecimento do que chamamos de macacos verdadeiros. A bifurcação da ordem dos Prossímios nas suas duas sub-ordens, Prossímios e Antropoides, é estimada como tendo ocorrido há aproximadamente 40 milhões de anos. O fóssil mais antigo conhecido é o Eosimias, do Eoceno da China. Neste processo de bifurcação, surge a característica fundamental que irá distinguir os antropoides dos outros primatas, que é o desenvolvimento do crânio (permitindo e associado a um maior volume cerebral) em detrimento da face.
Suas atuais formas preservaram-se em Madagascar, na região tropical da Ásia e nas Filipinas e proximidades. Em Madagascar, tal preservação deu-se pela sua separação do continente africano no início do Cenozoico (aproximadamente 68 Ma) e pelo pouco desenvolvimento de mamíferos predadores, permitindo sua conservação e inclusive a diversificação em outras formas, ou seja, em espécies de diferentes hábitos, adaptações e tamanhos (incluindo formas gigantes, como o Megaladapis, ou "lêmur gigante").

## Características gerais
Os lêmures-negros vivem em grupos de dois até quinze indivíduos, com adultos machos e fêmeas em igual número, juntamente com seus filhos. Os lêmures-negros machos têm uma pelagem de castanho-escuro a preto com tufos negros e olhos amarelo alaranjado, enquanto isso as fêmeas são muito diferentes: as lêmures-negras são douradas nas costas e na cabeça, têm cor marrom e tons dourados nas pernas, com pele pálida nos braços, e a cauda um castanho escuro.

### Taxonomia
O lêmure-negro (Eulemur macaco) é uma espécie de lêmure da família Lemuridae. Originalmente, a espécie foi dividida em duas subespécies, Eulemur macaco macaco e  Eulemur macaco flavifrons.

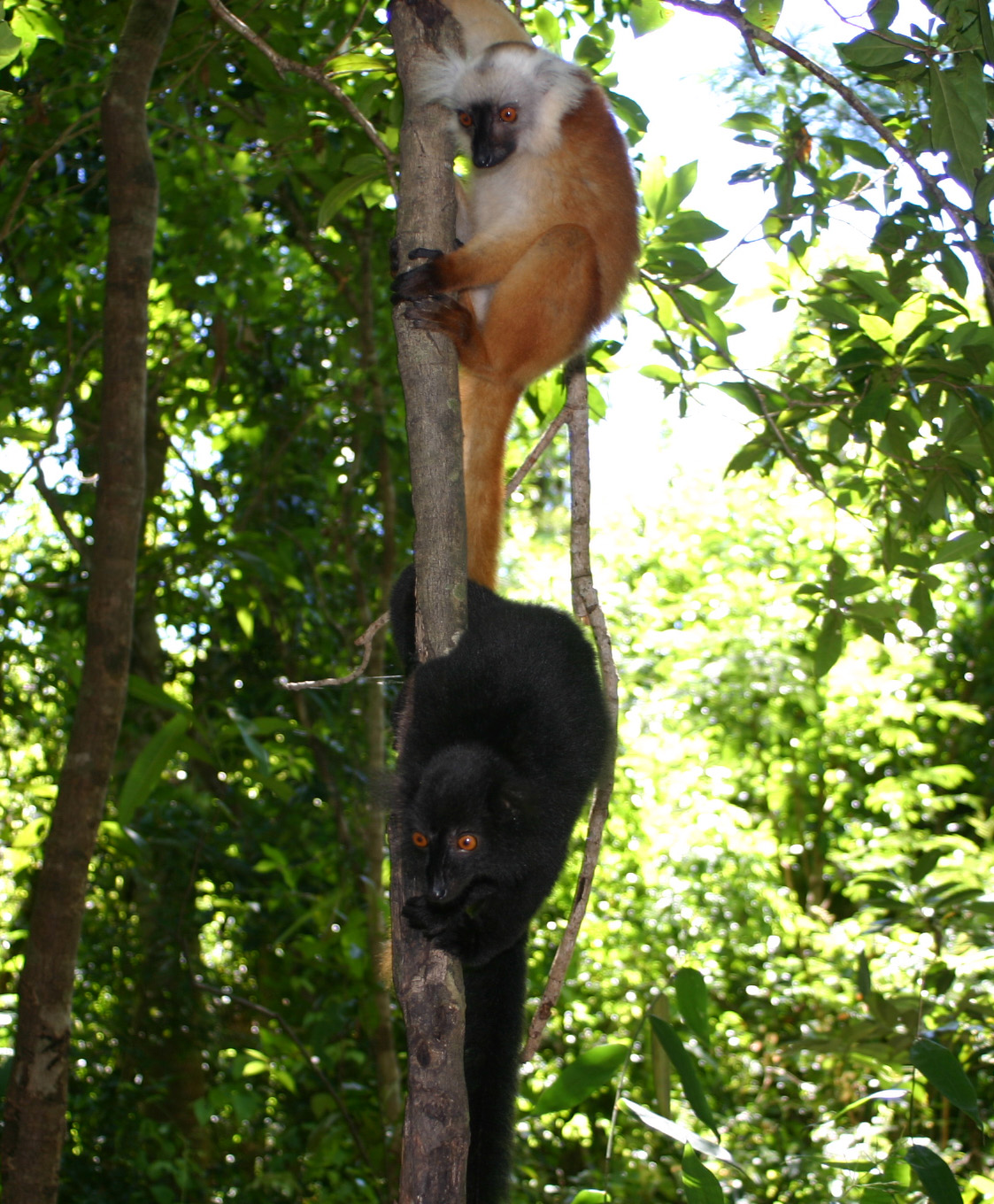
É notável a diferença entre um macho e uma fêmea de lêmures-negros

O eulemur macaco flavifrons é o único primata além dos humanos que tem olhos azuis, enquanto que E. macaco tem marrom ou laranja, e tufos na orelha.
Ambas as espécies vivem no noroeste de Madagascar. E. macaco ocorre em florestas úmidas da região Sambirana de Madagáscar e nas ilhas próximas. E. flavifrons é restrita à Península Sahamalaza e florestas adjacentes. Há relatos de hibridização das duas espécies na Reserva Especial de Manongarivo. 

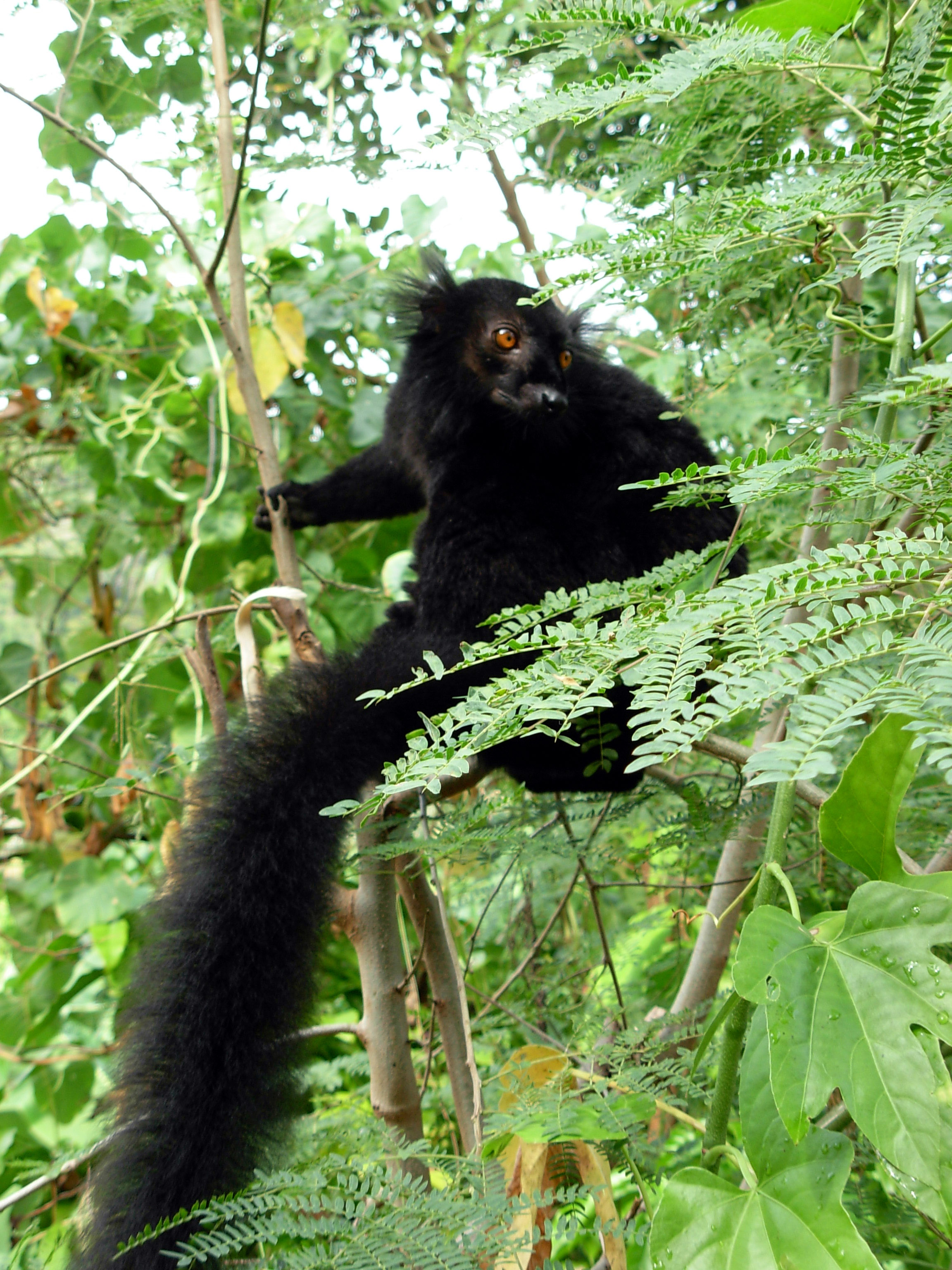
Um lêmure-negro macho

A atual separação dos gêneros dos lemurídeos está desse modo:
- Família Lemuridae
  - Gênero Eulemur
    - Eulemur albifrons
    - Eulemur albocollaris
    - Eulemur cinereiceps
    - Eulemur coronatus
    - Eulemur collaris
    - Eulemur fulvus
    - Eulemur macaco
      - Eulemur macaco macaco, lêmure-negro
      - Eulemur macaco flavifrons, Lêmure-negro-de-olhos-azuis[5]

    - Eulemur mongoz
    - Eulemur rubriventer
    - Eulemur rufus
    - Eulemur sanfordi

### Descrição física
O lêmure-negro está entre 90 e 110 centímetros de comprimento, dos quais 51-65 centímetros são de cauda. Seu peso geralmente varia entre 1,8 e 2,0 kg.
Esse lêmure exibe dimorfismo sexual na coloração. Os machos têm pêlo chocolate preto ou escuro, enquanto as peles das fêmeas é de uma leve coloração marrom, geralmente castanho médio, castanho claro ou até marrom-alaranjado. Machos de E. m. macaco tem grandes tufos e uma orelha preta, enquanto as fêmeas de E. m. macaco tem grandes tufos e orelha branca.

A única outra espécie de Eulemur que ocorre em intervalo intra-taxon dos lêmures-pretos é o lêmure-marrom, Eulemur fulvus, que coincide com E. macaco na borda extrema sul e leste de Madagascar, e os lêmures-da-barriga-vermelha, E. rubriventer, no Maciço Tsaratanana. E. fulvus e E. rubriventer têm uma coloração diferente e não mostram um dimorfismo sexual extremo como o do E. macaco, fazendo confusão entre o lêmure-negro e outras espécies de pelagem preta.

## Ecologia
O país com a maior diversidade de fauna e flora em todo o planeta, é Madagascar, abrigando milhares de espécimes de pássaros, répteis e anfíbios, muitos deles existentes apenas em seu território (como o lêmure), fundamentais para a vida das florestas. São os lêmures que distribuem as frutas existentes pelas selvas do país, através das sementes que não são digeridas por eles, e saem em suas fezes, renovando o ciclo da maioria das árvores do local. A região onde esses lêmures ficam tem uma varição anual de −8 °C a 48 °C.

### Alimentação
O lêmure-negro come principalmente frutas, que representa 78% de sua dieta. Eles são herbívoros, assim como folívoros e nectarívoros.

Durante a estação das chuvas, sua alimentação parece consistir principalmente de frutas. Eles também comem cogumelos e diplópodes que são artrópodes que inclui os embuás, piolho-de-cobra e gongolôs (no sul de Moçambique, congolote).
Logo no início da estação seca, uma parte significativa de sua dieta vem a partir do néctar das flores. Outras coisas incluídos na dieta seca são vagens de sementes, folhas e flores.

#### Relações com outras espécies
No habitat deste lêmure-negro, há alguns locais que outras espécies de lêmures podem viver no mesmo território, como exemplo mais comum é o E. fulvus e o E. rubriventer. O Lemur catta, às vezes também pode ser encontrado na área dos lêmures-negros.

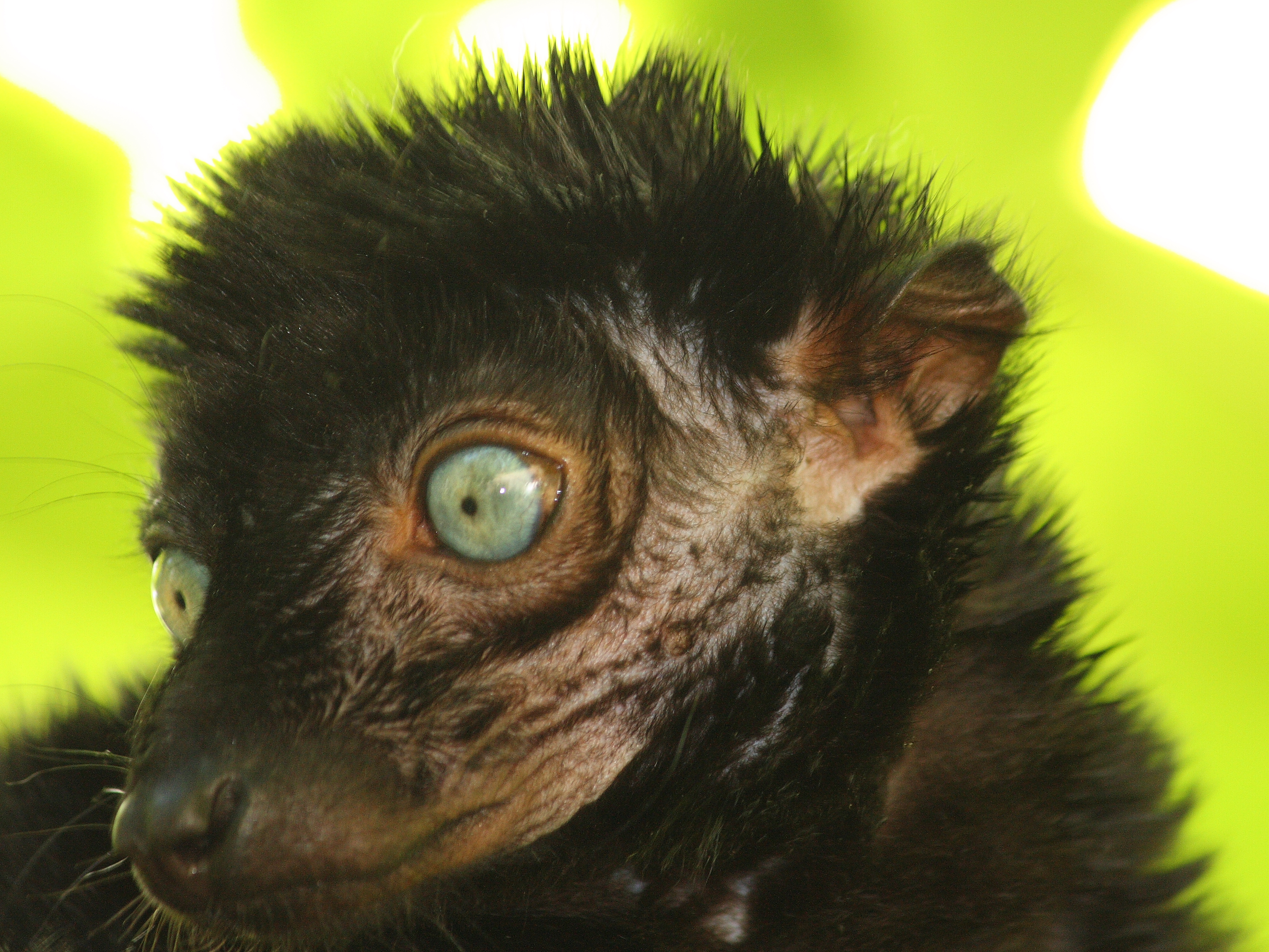
A subespécie do E.macaco, o lêmure dos olhos azuis

O lêmure-de-barriga-vermelha pode ser encontrado em todos os níveis de forrageamento da floresta, incluindo a parte terrestre, ou seja, no solo, e foi registrado que se alimenta de mais de 70 diferentes espécies vegetais ao longo de um ano, incluindo a goiaba chinesa introduzida há tempos no seu habitat (Psidium cattleyanum). Alimenta-se principalmente dos frutos, mas também se alimentam de flores e folhas, dependendo da época. Invertebrados como centopéias também compõem uma pequena parte da sua dieta. É por essa razão principal que os E. rubriventer alojam-se em grande parte perto das localidades dos E. macaco, sendo espécies com relações simpátricas.
O lêmure-marrom come os mesmos alimentos que o lêmure-negro e o lêmure-de-barriga-vermelha: Frutas, folhas maduras, flores, casca, seiva, solo, insetos, centopeias e miriápodes. Esta espécie tem uma distribuição disjunta, nomeadamente, encontrada no norte de Madagascar no rio Betsiboka, em planaltos florestais dispersos, e na parte norte do rio Mangoro.
Biólogos e cientistas, então viram que esses três lêmures possuem o mesmo hábito, mesma dieta, e o local onde eles encontram tais suprimentos para viver é o local onde há coexistência desses três. Por isso se diz que essas três espécies tem relações intra-específicas.

### Comportamento e habitat
O lêmure-negro mora tanto nas florestas primárias e secundárias. É ativo tanto durante o dia quanto durante a noite. Eles vivem em ambos os dossel superior e médio, especialmente à noite, e durante o dia vive no inferior, chamado de sub-bosque. Em habitats degradados, habita o chão e pode até mesmo comer terra (geofagia).
O lêmure-negro vive em grupos, com número aproximadamente igual de machos e fêmeas, e o tamanho médio do grupo é de cerca de 10 membros, embora a média pode ser menor para a subespécie E. m. flavifrons. As fêmeas são dominantes sobre os machos, apesar de lutas intergrupo serem raras.
Os territórios do grupo tem cerca de 3,5 a 7 hectares. A densidade populacional pode chegar a 200 animais por quilômetro quadrado.

### Reprodução
| Período de gestação | Acasalamento  | Intervalo de procriamento | Número de filhos | Tempo para o desmame | Peso ao nascer        |
| ------------------- | ------------- | ------------------------- | ---------------- | -------------------- | --------------------- |
| 120 à 129 dias      | Junho e julho | Anualmente                | De 1-2           | 5 a 6 meses          | 79,67 gramas em média |

O acasalamento ocorre geralmente em abril e maio. Durante a época de acasalamento, o antagonismo entre os membros do sexo masculino aumenta, e acaba gerando uma discordância entre os grupos. Após uma gestação de aproximadamente 125 dias, um único filhote é geralmente nascido entre o final de agosto e início de outubro e isso ocorre com fêmeas normalmente de dois anos de idade.

O sistema de acasalamento desses animais ainda está sobre estudo. No estado selvagem, os grupos variam em tamanho de dois a quinze indivíduos. As fêmeas são dominantes para os machos, e pode haver alguma troca de adultos entre os grupos. Em cativeiro, as fêmeas têm a sua escolha de companheiros. A partir desta informação, parece provável que a reprodução é poligâmica.

Lêmures-negros procriam sazonalmente em junho e julho. O nascimento ocorre após um período de gestação de 120 a 129 dias. Os filhotes pode ser gêmeos, que serão criados pela fêmea. Os jovens são desmamados aos cinco ou seis meses de idade. A maturidade sexual é atingida por cerca de dois anos de idade.
Esses animais são vivíparos pois a reprodução é feita por animais dioicos, a fecundação é interna, e o embrião é alimentado por material nutritivo advindo da mãe, que é a placenta.
Bebês podem ser encontrados agarrados a barrigas de suas mães durante as primeiras três semanas. A cerca de três semanas de idade, os lêmures jovens começam a andar em volta de sua mãe logo depois de aprenderem seus primeiros passos. A mãe continua a cuidar e vigiar seus filhos até os 5 ou 6 meses de idade. A mães proporcionam higiene, proteção e transporte para os seus jovens, bem como a socialização destes. O papel dos machos no cuidado parental não é claro, embora haja algumas evidências de que os machos podem ser infanticidas em cativeiro, ou seja, matar seus próprios filhotes ou os filhotes dos outros lêmures não-parentes. Eles em estado selvagem podem fazer o papel de proteção da família e da sua prole.
Outra característica importante é que os lêmures-negros são poligâmicos, ou seja, as fêmeas podem ter vários parceiros ao mesmo tempo, e outra importância é que em alguns cativeiros, foi descrito que a fêmea escolhe seus parceiros, o que raramente ocorre no meio natural.

## Socialização

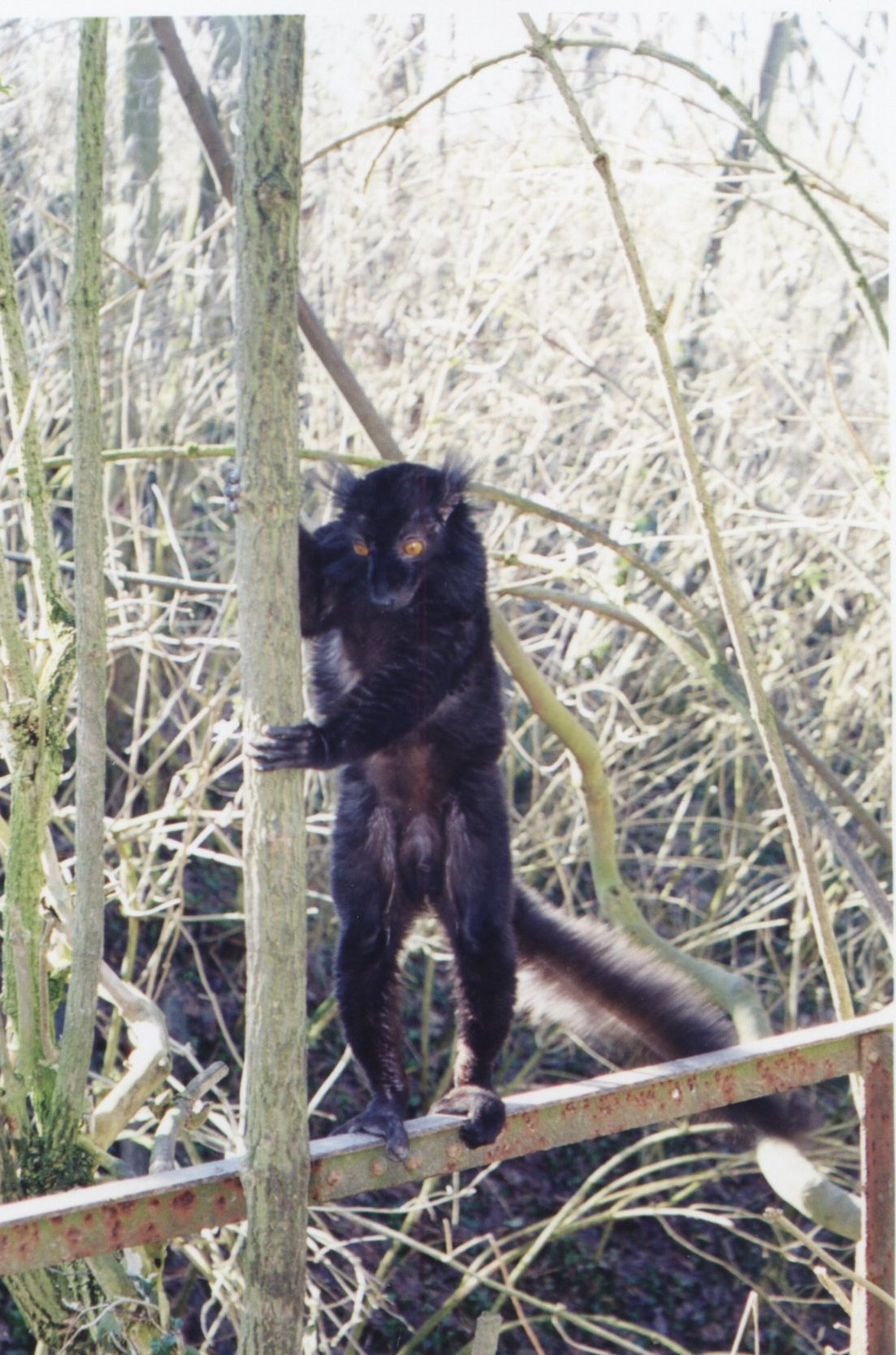
O lêmure esfregando o pulso para marcar o território

Assim como todas subespécies do E. macaco, os lêmures-negros-de-olhos-azuis, não foram estudados extensivamente no estado selvagem. Seu comportamento foi estudado principalmente em cativeiro. Eles são relatados a viver em grupos sociais, entre 7 e 10 indivíduos, embora grupos de tamanhos entre 2 e 15 foram observados. A proporção sexual do grupo é muitas vezes tendenciosa em favor dos homens. As fêmeas são dominantes para os machos, o que lhes dá acesso preferencial ao alimento e à escolha de quem se acasalar. Este predomínio do sexo feminino é bastante típico de prossímios.
Inúmeras tentativas de introdução de lêmures-de-olhos-azuis  em grupos de várias espécies de lêmures na floresta terminaram em fracasso, devido à natureza relativamente agressiva deste lêmure. Na verdade, existem vários casos de lêmures-negro que cometem infanticídio contra outras espécies de lêmures em área de cativeiro. Tal comportamento não é demonstrado por qualquer espécie de lêmure  nestes outros habitats.
Como a maioria dos prossímios, os lêmures-negros usam o olfato como um método primário de comunicação. O método mais comum é a marcação de ambos os sexos, que é feito por meio de esfregar a região anogenital, rica em pele glandular, sobre um substrato adequado. Nos machos existem duas técnicas de marcação de cheiro não vistas no sexo feminino. A primeira é a palma da mão que onde o macho esfrega a palma da mão e punho vigorosamente frente e para trás em uma superfície por alguns segundos ou mesmo alguns minutos.
Outra marcação única para o sexo masculino é feita por esses lêmures quando esfregam a cabeça, onde de cabeça baixa eles em seguida friccionam com um ou dois golpes de cabeça deixando o local com o odor.

## Conservação
Os lêmures-negros existem em três áreas protegidas em Madagascar, mas seu alcance é limitado e sua distribuição é desigual. As populações de suas subespécies são ainda menores, por serem menos adaptáveis a floresta fragmentada. Um parque nacional foi proposto dentro do alcance deste lêmure, e espera-se que isto permitirá que esta espécie se recupere. No entanto, as ameaças que enfrentam as florestas de Madagascar são tão grandes que parece pouco provável que o lêmure-negro irá se recuperar sem intervenção de mais grupos. Projetos de criação em cativeiro, em planos de sobrevivência da espécie, estão a ser coordenados pelo Parque Zoológico de Saint Louis, nos Estados Unidos. Felizmente esses primatas cruzam bem em cativeiro e espera-se que reintroduzir-los no ambiente pode ser bem sucedido e reforçará as populações selvagens num futuro próximo. Atualmente as corporações existentes para proteger os lêmures em geral são a Lemur Conservation Foundation em Myakka City, Flórida e o Madagascar Fauna Group.
Segundo a IUCN o Eulemur macaco é listado como Vulnerável como a espécie tem uma extensão bem menor que 20.000 km², está seriamente fragmentado, e não há perda continuada de extensão, área e qualidade do habitat, bem como não há muita perda do número de indivíduos maduros, devido aos níveis de exploração.
Esta espécie está listada no apêndice I da CITES. A subespécie E. m. macaco ocorre em duas reservas de natureza restrita: Lokobe e Tsaratanana e na Reserva Especial de Manongarivo . É protegida também na ilha de Nosy Komba, onde a população local os considera sagrados, além de servirem como uma importante atração turística. Há uma população cativa relativamente grande no mundo inteiro, e muitos lêmures desta espécie estão distribuídos por diversos zoológicos.
A conservação dos E. m. flavifrons está presente no recém-criado Parque Nacional de Sahamalaza, que faz parte da rede de área protegida malgaxe gerido através da "Associação Nationale pour la Gestion des Aires protégées" (francês), a ANCAP. Esta área já foi declarada pela UNESCO Reserva da Biosfera. Existe uma pequena população em cativeiro em todo o mundo de E. m. flavifrons, por isso essa subespécie é considerada CR, criticamente ameaçada.
A densidade média foi calculada em 24 indivíduos/ km ² na parte oriental. Densidades entre 25 e 35 indivíduos/ km ² parecem típicas e estima-se que a população da Península Sahamalaza tenha entre 2.780 e 6.950 indivíduos.

## Os primatas, artes e literatura

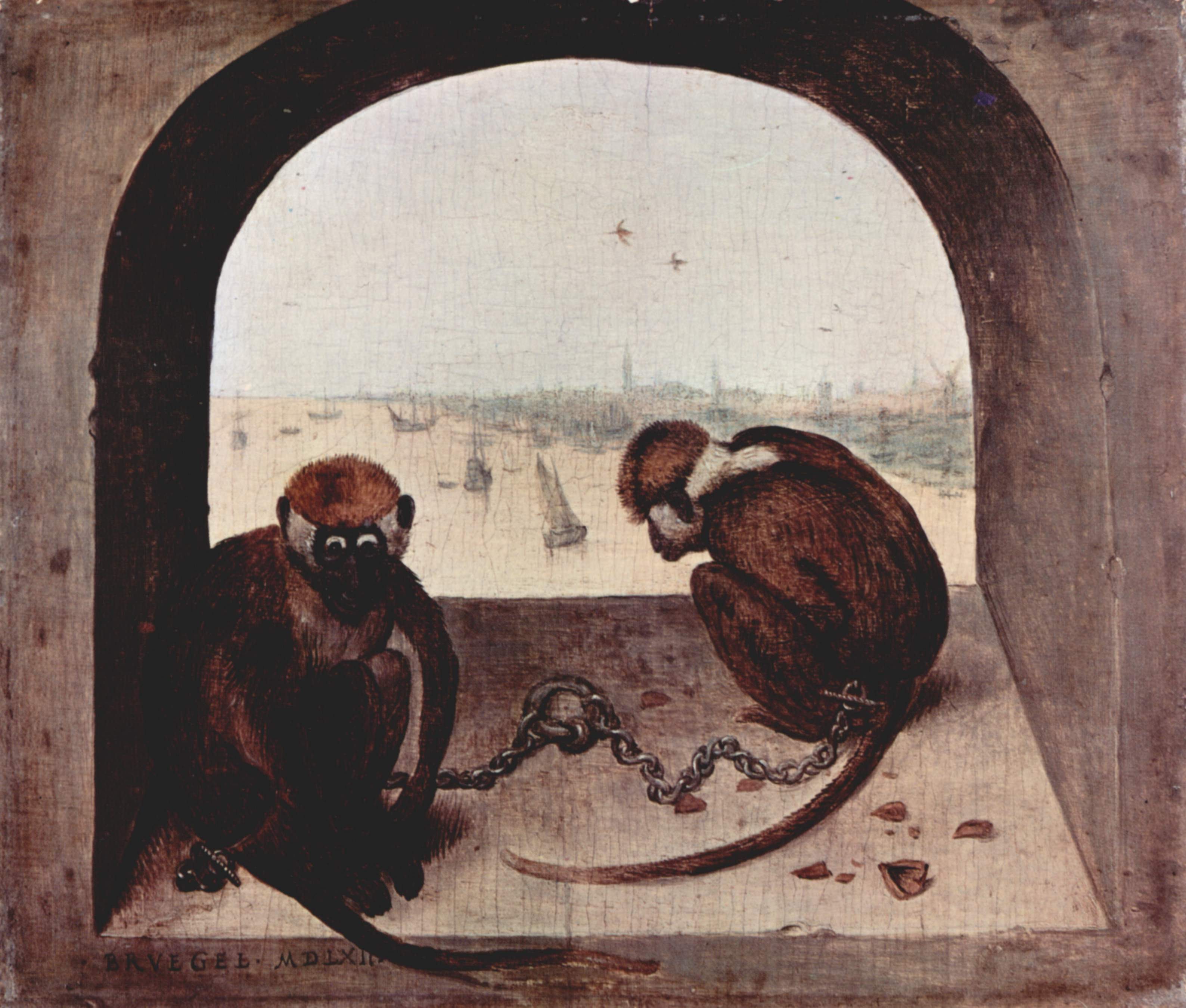
Uma obra de Pieter Bruegel retratando macacos acorrentados

Primatas, como os lêmures são muito usados em pinturas, principalmente as da Idade Média, quando ocorreu a descoberta do novas terras e com elas uma nova fauna e flora exuberante, explorada em quadros pelos artistas do mundo inteiro da época. Dentre estes, existe Pieter Bruegel, que não necessariamente foi um pintor de animais, mas em uma de sua obras retratou primatas acorrentados.
Outro exemplo pode ser citado no livro de Haeckel, Kunstformen der Natur que inclui 100 ilustrações de organismos muito variados, desde os radiolários e diatomáceas microscópicos a morcegos, orquídeas, e fósseis como as amonites, incluindo os primatas.

## Lêmures e a mídia
Os filmes de animação e desenhos animados, usam muitos representantes dos primatas como modo de produzir personagens cada vez mais exóticos. No Madagascar (filme) um grupo de animais advindos do zoológico conhecem uma grande tribo de lêmures comandada pelo rei Julien em Madagascar. Em pouco tempo, os quatro decidem ficar e descobrir a natureza.
É interessante ressaltar que Madagascar (filme) mostra uma grande quantidade de lêmures pois o país com maior variedade e quantidade desses tipos de lêmures é lá. O lêmure de destaque é o lémur-de-cauda-anelada, que dança a notória canção "I Like to Move It".
Outros lêmures também aparecem no filme Fierce Creatures, de 1997, estrelado por John Cleese (conhecido por sua afeição por lêmures). John Cleese também apresentou outro documentário, da BBC, chamado In the Wild: Operation Lemur with John Cleese.